# Welyke Orichowe
Welyke Orichowe (ukrainisch Велике Оріхове; russisch Великое Орехово Welikoje Orechowo) ist eine, Siedlung städtischen Typs im Osten der Ukraine in der Oblast Donezk mit etwa 600 Einwohnern.

## Geographie
Die Siedlung städtischen Typs liegt im Donezbecken, etwa 23 Kilometer nordöstlich des Oblastzentrums Donezk und 13 Kilometer nordöstlich des Stadtzentrums von Makijiwka, zu dessen Stadtkreis sie zählt.
Der Ort gehört zur Siedlungsratsgemeinde von Nyschnja Krynka, welche wiederum zum Stadtrajon Sowjet der Stadt Makijiwka zählt und befindet sich südwestlich des Ortes.

## Geschichte
Die Siedlung entstand in den 1930er Jahren, 1957 erhielt sie den Status einer Siedlung städtischen Typs, seit Sommer 2014 ist der Ort im Verlauf des Ukrainekrieges durch Separatisten der Volksrepublik Donezk besetzt.